# 봉양초등학교 (충북)
봉양초등학교(鳳陽初等學校)는 대한민국 충청북도 제천시에 있는 공립 초등학교이다. 2021년 1월에 열린 제91회 졸업식 직후의 누적 졸업자는 7,793명이다.

## 학교 연혁
- 1919년 8월 1일: 독립운동가 이용태(李容兌)의 봉양면 모범서당으로 출발 (현재 봉양읍 주포리 위치)
- 1923년 4월 13일: 사립봉양보통학교 설립
- 1928년 4월 16일: 봉양공립보통학교 개교 (조선총독부 충청북도 고시 제16호, 1928년 3월 31일자 인가)
- 1941년 4월 1일: 봉양국민학교로 교명 변경
- 1986년 5월 29일: 봉양읍 장평리(예전 주포리, 현재 봉양중학교 자리)에서 봉양읍 연박리의 현 위치로 이전
- 1996년 3월 1일: 봉양초등학교로 교명 변경

## 참고 자료
- 봉양초등학교 - 한국교육학술정보원 학교알리미